# براد كاتونا
برادلي ديفين كاتونا (بالإنجليزية: Bradley Devin Katona؛ مواليد 12 ديسمبر 1991) هو مُقاتل فنون قتالية مختلطة كندي.

## وصلات خارجية
- براد كاتونا على موقع يو إف سي (الإنجليزية)
- براد كاتونا على موقع شيردوغ (الإنجليزية)
- براد كاتونا على موقع Tapology.com (الإنجليزية)